# Devdas (1936)
Devdas (hindi: देवदास, Devdās) ist ein indischer Film in Hindi von Pramathesh Chandra Barua aus dem Jahr 1935/36. Es ist eine Verfilmung des gleichnamigen Romans von Sharat Chandra Chattopadhyay.

## Handlung
Devdas verliebt sich in die Nachbarstochter Parvati, mit der er schon seit seiner Kindheit befreundet ist. Parvati stammt aus einer armen Familie, doch dies hat Devdas nie gestört.
Während Devdas an der Universität von Kalkutta studiert, arrangieren Parvatis Eltern eine Hochzeit mit einem älteren Mann. Obwohl sie immer noch in Devdas verliebt ist, gehorcht sie ihrem Vater, wie es sich für eine indische Frau gehört. 
Als Devdas davon hört, fängt er das Trinken an. Die Prostituierte Chandramukhi, mit der er sich in Kalkutta angefreundet hat, verliebt sich in ihn und gibt die Prostitution auf, um Devdas zu helfen.
Parvati hört von Devdas’ Trinksucht und will ihn davon abbringen. Aber Devdas schickt sie weg und verspricht ihr, kurz vor seinem Tod zu ihr zu kommen.
Eines Tages realisiert Devdas, dass sein Leben dem Ende naht und will nun sein Versprechen an Parvati einlösen. Er reist die ganze Nacht und stirbt vor der Tür des Hauses. Im Haus erfährt Paro, dass ihr geliebter Devdas bereits tot ist.

## Musik
| Liedtitel                         | Sänger            |
| --------------------------------- | ----------------- |
| Balam Aaye Baso                   | Kundan Lal Saigal |
| Dukh Ke Ab Din                    | Kundan Lal Saigal |
| Chhote Aseer To Badla Hua         | Pahari Sanyal     |
| Mat Bhool Musaafir Tujhe Jaana Hi | Kundan Lal Saigal |
| Roshan Hai Tere Dum Se            | Pahari Sanyal     |

Die Liedtexte schrieb Kidar Sharma.

## Hintergrund

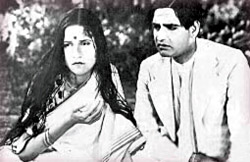
Kundan Lal Saigal und Jamuna in Devdas

Devdas ist eine szenenidentische Hindi-Version von Baruas bengalischem Devdas aus dem Jahr 1935, wie sie auch im europäischen und amerikanischen Film der frühen Tonfilmzeit üblich waren.
Bimal Roys bewegliche Kamera und ausgefeilte Beleuchtungstechnik, wie dem Einsatz von Grünfiltern zur Erzeugung eines Negativ-Effekts von dunklem Himmel über weißen Büschen und Gras, sowie der dynamische Filmschnitt stehen im Kontrast zum eher statischen Spiel der Darsteller.
Der Hauptdarsteller Kundan Lal Saigal hatte bereits eine kleine Nebenrolle in der bengalischen Version.